# 家常音樂
《家常音樂》是臺灣饒舌歌手蛋堡創作的第7張專輯，於2020年2月由任性的人工作室發行。《家常音樂》入圍金音獎多項獎項。並獲得第32屆金曲獎最佳華語專輯獎，蛋堡也因此專輯獲得最佳華語男歌手獎。

## 背景與製作
《家常音樂》是蛋堡繼《你所不知道的杜振熙之內部整修》之後，時隔七年推出的新專輯。蛋堡對於專輯的起點表示：
《家常音樂》這張專輯，就是從我上一張專輯發行之後沒有多久，我的女兒蛋花她就出生了這樣，所以我就是很突然地進入了家庭生活。對我來說，本來做音樂是我的日常，然後我現在有了家庭，它就變成了我們的家常。然後家常音樂呢，對我來說就是hip hop它是我在家會常常放的音樂，所以它是我們家的家常音樂。然後也因為我就在做這個音樂，所以它也是我的家常音樂。以及，我把hip hop做的很家常，所以它是我的家常音樂。
（页面存档备份，存于）
我這幾年就是經歷滿多人生的階段、不同的變化這樣子，就有自己的小孩，然後重新適應這個身分：創作者跟父親這個角色，然後家庭、婚姻。就一切都在重新適應、重新習慣。要融入我的創作節奏裡面，所以花了滿久的時間。
（页面存档备份，存于）
《家常音樂》同時也是蛋堡在離開顏社後，自組「任性的人工作室」發行的第一張專輯。整張專輯的所有製作過程，包含編曲、作詞、作曲、混音、母帶後期製作、美術設計、發行、販售皆由蛋堡本人一手包辦。
會自組工作室，是想要用自己的節奏和方法做事，愈大的唱片公司會經過愈多層，在一層一層的溝通中，原本的能量會消退。我這個人比較喜歡踏實的感覺，也不太習慣什麼事情都有人幫我，有時候反而有心理負擔。所以自己來做一次，我就知道所有事情的原委，當然不輕鬆，但很踏實。
（页面存档备份，存于）
那這張專輯全部都是我在家裡面的工作室，我自己的一間房間完成的。就是從頭到尾，它就是我家常出現的音樂，然後我也把它做得像是家常菜一樣，就是清清淡淡的但是很有溫度。
（页面存档备份，存于）
大家都說唱片工業，可對我來說，我自己給自己的定位比較像是一個畫家。你應該沒聽過畫家還要人家幫他調色吧？也許有啦，但我覺得這些事情應該自己完成。
而蛋堡在這張專輯的編曲是用MPC（取樣機）來製作的，而非使用一般常見的電腦編曲軟體，這是早期嘻哈音樂常見的作法，這種方式會讓音樂更人性化，多了一點人為的味道，而不是像電腦一樣死板。現今也很多著名製作人也堅持用MPC來製作音樂，像是Travis Scott、Kanye West、AraabMuzik等等。在由dosomething studio所操刀的專輯同名歌曲〈家常音樂〉MV中也以操控MPC的手法來呈現，負責執導的王宗欣也因此獲得第32屆金曲獎最佳MV獎。
它叫作MPC，然後它的型號是1000，我跟它的關係算是互相依賴。做beat是我的永遠不會膩的事情，我在《家常音樂》裡面形容它是手感烘焙，相較於就是用電腦軟體，它是更有機一點的，有些地方沒有那麼精確，然後讓它有一個特別的grooving，那我覺得那些小缺陷就是hip hop感的所在。
（页面存档备份，存于）
我現在做音樂不再要求完美，不想用很工整的作法，唱法的表演也更隨興一點，我想找出有機的方式，所以歌曲變得簡單，快閃店、CD設計上也強調純粹，捨棄掉不需要的東西，回歸初心。
原本專輯要取名為《心不在焉》，與專輯第一首歌同名，描述蛋堡在家庭與錄音室之間的心神拉扯。

## 販售
與現今流行音樂產業不同，《家常音樂》並未上架於任何串流平台，實體專輯於任性的人快閃店及工作室官方網站販售，數位專輯則可以在官方網站購入。

### 快閃店
快閃店在2021年3月7日到2021年3月25日，於台北市大安區敦化南路一段177巷12弄4號展出。店中除了實體專輯之外，還有販售貼紙、護唇膏、線香、濾掛式咖啡、T-shirt等周邊商品。店中也展出許多蛋堡製作音樂的相關物品，包含效果器、取樣機、歌詞本等等。

### 官方網站
實體專輯於2020年1月22日開放預購，於2020年2月10日截止。於2020年12月8日少量再版，開放第二波的購買。數位專輯於2020年2月22日開放購買。
對於平台限制帶來的質疑，蛋堡則回應：
主要是就算不這麼做，也不一定可以賺到甚麼錢。所以，我就是覺得現在這個時代真的很適合去嘗試各種做法，因為我常常會問自己就是說：為甚麼這件事情一定要這樣？為甚麼一定要這個做法？那我也沒有答案，所以我只好自己來試試看，如果失敗就知道為甚麼要這樣。

## 曲目
| 曲序     | 曲目                      |                        | 作曲                   | 时长    |
| -------- | ------------------------- | ---------------------- | ---------------------- | ------- |
| 1.       | 馬麻我們在玩這個（intro） | 杜振熙、謝昀芯、杜漫橙 | 杜振熙、謝昀芯、杜漫橙 | 1:16    |
| 2.       | 心不在焉                  | 杜振熙                 | 杜振熙                 | 4:06    |
| 3.       | 姑娘                      | 杜振熙                 | 杜振熙                 | 3:54    |
| 4.       | 雞公乒乓跳                | 杜振熙                 | 杜振熙                 | 2:40    |
| 5.       | 家常音樂                  | 杜振熙                 | 杜振熙                 | 3:36    |
| 6.       | 這麼大聲吧（skit）        | 杜振熙、杜漫橙         | 杜振熙、杜漫橙         | 1:02    |
| 7.       | 白天看腦晚上看牙          | 杜振熙                 | 杜振熙                 | 3:53    |
| 8.       | 等待佛陀                  | 杜振熙                 | 杜振熙                 | 4:01    |
| 9.       | 蜘蛛                      | 杜振熙                 | 杜振熙                 | 2:57    |
| 10.      | 鏘的人千萬不要自我懷疑    | 杜振熙                 | 杜振熙                 | 2:50    |
| 11.      | 近黃昏                    | 杜振熙                 | 杜振熙                 | 3:01    |
| 12.      | 你拍我唸（skit）          | 杜振熙、謝昀芯、杜漫橙 | 杜振熙、謝昀芯、杜漫橙 | 1:20    |
| 13.      | 無為而唱                  | 杜振熙                 | 杜振熙                 | 3:46    |
| 14.      | 台南畫外音（interlude）   | 杜振熙                 | 杜振熙                 | 3:18    |
| 15.      | 音菩薩                    | 杜振熙                 | 杜振熙                 | 4:05    |
| 16.      | 大禹（feat. 9m88）        | 杜振熙                 | 杜振熙、9m88           | 4:13    |
| 17.      | 琴操                      | 杜振熙                 | 杜振熙                 | 2:54    |
| 18.      | 飽鏘之歌（skit）          | 杜振熙、謝昀芯、杜漫橙 | 杜振熙、謝昀芯、杜漫橙 | 0:28    |
| 19.      | Ice Ice Jelly             | 杜振熙                 | 杜振熙                 | 1:57    |
| 20.      | 催眠詩                    | 杜振熙                 | 杜振熙                 | 2:48    |
| 21.      | 上律動                    | 杜振熙                 | 杜振熙                 | 3:16    |
| 22.      | 足月（interlude）         | 杜振熙                 | 杜振熙                 | 1:12    |
| 23.      | 小妹小妹不要哭            | 杜振熙                 | 杜振熙                 | 3:50    |
| 24.      | 午后自娛焚香操PAD（skit） | 杜振熙、謝昀芯         | 杜振熙、謝昀芯         | 1:40    |
| 25.      | 音樂小分子                | 杜振熙                 | 杜振熙                 | 2:54    |
| 26.      | 重新整理                  | 杜振熙                 | 杜振熙                 | 3:01    |
| 27.      | SoftLiPAPA                | 杜振熙                 | 杜振熙                 | 4:12    |
| 28.      | 我按的（outro）           | 杜振熙、杜漫橙         | 杜振熙、杜漫橙         | 1:14    |
| 总时长： | 总时长：                  | 总时长：               | 总时长：               | 1:19:24 |

## 音樂錄影帶
| 歌名                           | 導演   | 首播日期      | 首播平台         | 附註                                                    |
| ------------------------------ | ------ | ------------- | ---------------- | ------------------------------------------------------- |
| 蜘蛛（The Spider）             | 杜振熙 | 2019年9月29日 | YouTube          | 主演：蛋堡（杜振熙）、阿翰                              |
| 家常音樂（Home Cookin）        | 王宗欣 | 2020年1月22日 | 任性的人官方網站 | 網站互動式MV。                                          |
| 家常音樂（Home Cookin）        | 王宗欣 | 2020年1月22日 | YouTube          | [ 16 ]                                                  |
| 催眠詩                         | 杜振熙 | 2020年8月11日 | YouTube          | [ 17 ]                                                  |
| 等待佛陀（Waiting for Buddha） | 杜振熙 | 2020年9月30日 | YouTube          | 主演：Soft Lipa（杜振熙）、PUZZLEMAN（蔡隆鑫）、DJ BO$$ |
| 音菩薩（Input Sattva）         | 杜振熙 | 2020年12月9日 | YouTube          | VR全動畫MV。                                            |

## 評價
第32屆金曲獎評審團給出評語：「這是一張單人樂隊做出來的奇幻音樂宇宙觀，把音樂變成自然日常，把文字換成文化，極具力道，也宣示了宅製作的音樂新方向。」

## 入圍及獎項
| 年份 | 屆次                     | 獎項             | 入圍                 | 結果 |
| ---- | ------------------------ | ---------------- | -------------------- | ---- |
| 2020 | 第11屆金音創作獎         | 最佳專輯獎       | 《家常音樂》         | 提名 |
| 2020 | 第11屆金音創作獎         | 最佳創作歌手獎   | 《家常音樂》         | 提名 |
| 2020 | 第11屆金音創作獎         | 最佳嘻哈專輯獎   | 《家常音樂》         | 提名 |
| 2020 | 第11屆金音創作獎         | 最佳嘻哈單曲奬   | 〈雞公乒乓跳〉       | 提名 |
| 2020 | 第11屆金音創作獎         | 最佳嘻哈單曲奬   | 〈白天看腦晚上看牙〉 | 提名 |
| 2021 | 第24屆年度十大單曲暨專輯 | 年度十大專輯     | 《家常音樂》         | 獲獎 |
| 2021 | 第24屆年度十大單曲暨專輯 | 年度十大單曲     | 〈家常音樂〉         | 獲獎 |
| 2021 | 第32屆金曲獎             | 年度專輯獎       | 《家常音樂》         | 提名 |
| 2021 | 第32屆金曲獎             | 最佳華語專輯獎   | 《家常音樂》         | 獲獎 |
| 2021 | 第32屆金曲獎             | 最佳華語男歌手獎 | 《家常音樂》         | 獲獎 |
| 2021 | 第32屆金曲獎             | 最佳作詞人獎     | 〈蜘蛛〉             | 提名 |
| 2021 | 第32屆金曲獎             | 最佳MV獎         | 王宗欣〈家常音樂〉   | 獲獎 |